# Betty Mellaerts

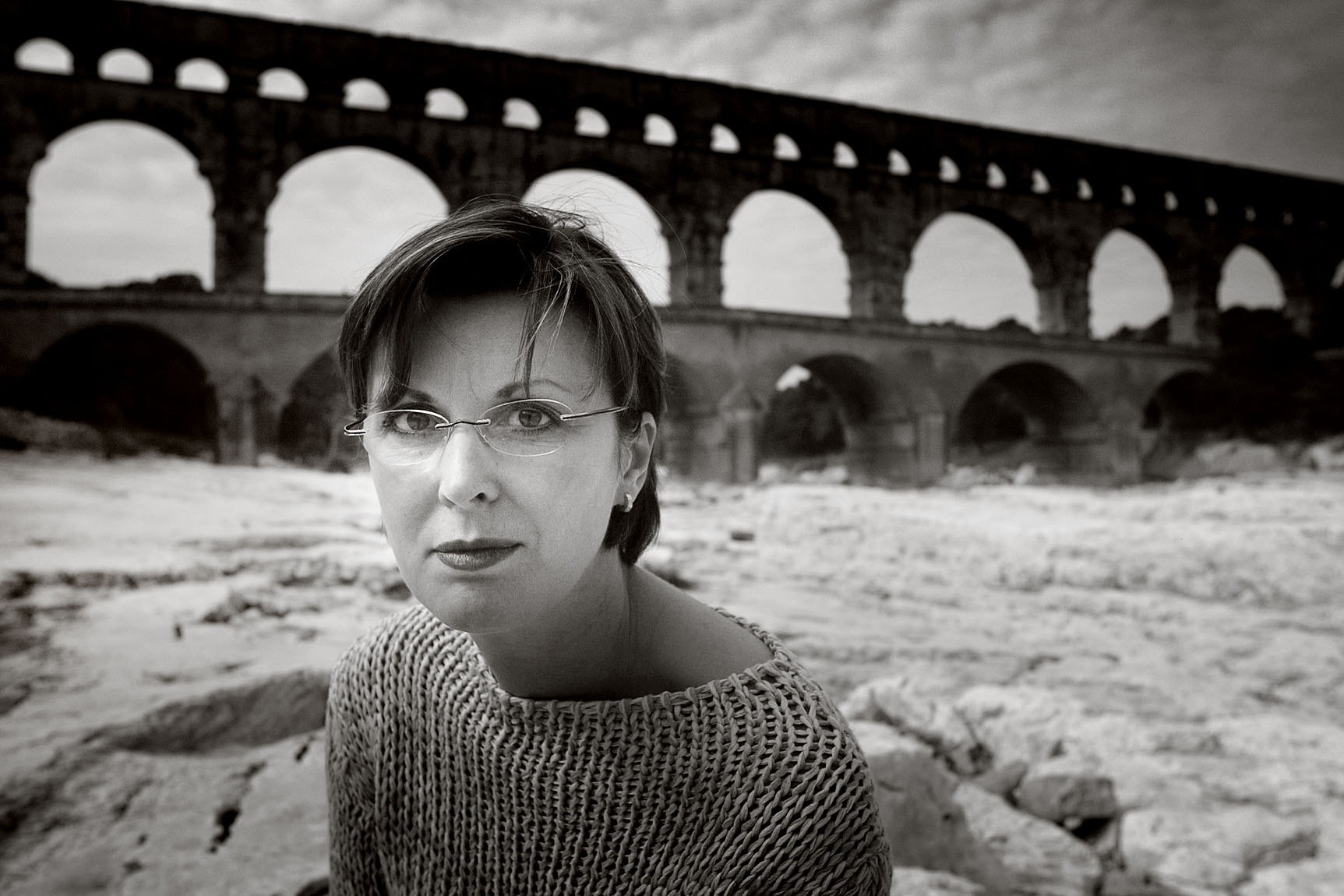
Betty Mellaerts

Betty Mellaerts (Brussel, 6 juli 1955) is een Vlaams presentatrice en journalist. Jarenlang presenteerde ze het interviewprogramma Het Vermoeden op Radio 1, maar daarnaast verleende ze haar medewerking aan en presenteerde ze vele andere radio- en televisieprogramma's.

## Biografie
Ze behaalde een regentaat Nederlands-Engels-Geschiedenis.
In 1977 begon ze haar radiocarrière bij BRT 2 Omroep Brabant, waarvoor ze op 17 mei 1979 het enige concert dat Vangelis in Brussel gaf presenteerde.  Enkele jaren later stapte ze over naar Radio 1 waar Kwintessens en het Middagmagazine volgden. Van 1983 en tot eind 1991 presenteerde ze Het Vermoeden, het legendarische radioprogramma in een productie van Paul Jacobs, elke middag tijdens weekdagen op Radio 1. Van 1983 tot 1991 was ze ook de presentator van het televisieprogramma Kunstzaken.
Van 1992 tot 1994 presenteerde ze op Radio 1 Het Einde van de Wereld, met reisverhalen, en de quiz Mensenkennis. De televisieversie Kennis van Zaken werd ook door haar gepresenteerd.
In 1994 volgde het avondprogramma Het Gevolg op Radio 1, en vanaf 1996 Levende Lijven met Koen Fillet. Het liveprogramma werd elke zaterdagmiddag verzorgd vanuit de Ancienne Belgique in Brussel.
In 1999 beëindigde ze haar vaste overeenkomst met de Vlaamse Radio- en Televisieomroep. Ze ging werken als freelance journalist en schreef onder andere stukken voor de Vlaamse krant De Morgen. Voor de VRT presenteerde ze in 2003 wel nog Confidenties in de Provence.
In 2006 was ze korte tijd betrokken bij de opstart van EXQI culture, maar de meningsverschillen met Gabriel Fehervari waren te groot. 
In 2007 schreef ze voor Theater 't Arsenaal in Mechelen Nachtzusters, een compilatie van drie monologen.  Het stuk werd gespeeld door Hilde Van Haesendonck, Chris Thys en Marilou Mermans, en liep twee seizoenen.